# Benedetto Stay
Benedetto Stay ou Benedetto Staj (en croate Benedikt Stojković) est un religieux catholique, né à Raguse en 1714 et mort le 25 février 1801 à Rome, fonctionnaire à la Curie romaine et auteur de deux poèmes didactiques en latin consacrés à la philosophie de Descartes et à celle de Newton.

## Biographie
La famille Stay est originaire de la ville de Bar, incluse dans l'empire ottoman, qui fait aujourd'hui partie du Montenegro ; Benedetto Stay porte le prénom de son grand-père, qui était peintre à Raguse ; il a deux frères, Christoph (mort à Rome en 1777), dont il publiera un texte, De poesi didascalica dialogus dans le volume III de ses Philosophiæ recentioris versibus traditæ libri X et Franz (1722-1793).
Né dans la république de Raguse, Benedetto Stay passe sa vie active à Rome dans les États pontificaux.
Formé chez les Jésuites à Raguse, où il reçoit une solide culture classique, particulièrement en latin, Benedetto Stay publie à l'âge de 30 ans un poème didactique en latin, en 6 livres, consacré au système cartésien, qui attire l'attention sur lui ; le cardinal Silvio Valenti-Gonzaga, secrétaire du pape Benoît XIV, le fait nommer en 1746 à la chaire d’éloquence et d’histoire du collège de La Sapienza à Rome,. Avec l'appui de son compatriote Roger Joseph Boscovich, Stay est nommé chanoine de la Confraternité croate de San Girolamo ; le pape Clément XIII lui confie le poste de secrétaire aux lettres latines, puis Clément XIV le nomme responsable de la secrétairerie des lettres latines et des brefs aux princes à la Curie romaine. Il reçoit les titres de chanoine de Sainte-Marie-Majeure, de prélat domestique, et exerce les fonctions de consulteur de l’Index et de dataire de la Pénitencerie apostolique.
Il meurt le 25 février 1801 à Rome. Il est inhumé dans la basilique Sainte-Marie-Majeure. Une rue de Rome (Via Benedetto Stay) porte son nom.

## Œuvre
Benedetto Stay est l'auteur de deux poèmes didactiques en latin, l'un sur la philosophie de Descartes, imité de Lucrèce, en 1744 ; l'autre sur celle de Newton, publié en 3 volumes de 1755 à 1792, avec des commentaires de Roger Joseph Boscovich,. Ce livre lui vaut le surnom de « Lucrèce croate ».
Il a également prononcé et publié trois discours en latin : sur la mort du pape Clément XII, sur l'élection de son successeur Clément XIII et sur la mort d'Auguste III, roi de Pologne.

### Poèmes philosophiques
- sur le système de Descartes : Philosophiæ versibus traditæ libri VI, Venise, 1744, en 10 249 hexamètres ; édition augmentée (11 229 hexamètres) à Rome en 1747 [14] et à Venise en 1749 ;
- sur le système de Newton : Philosophiæ recentioris versibus traditæ libri X, cum adnotationibus et supplementis Rog. Boscovich, Rome, Niccolo et Marco Pagliarini, 1755-1792 (tome I, 1755 ; t. II, 1760 ; t. III, 1792 ; 2e édition, 1792.

### Discours
- In funere Friderici Augusti III Poloniæ regis oratio : habita in Quirinali sacello, Rome, Generoso Salomoni, 1764.
- Oratio in funere Clementis XIII ... habita in basilica Vaticana XVI. Kal. Mart. MDCCLXIX, Rome, Ottavio Puccinelli, 1769.